# Caçote
O caçote (Physalaemus gracilis) é uma espécie de anfíbio da família Leptodactylidae.
Pode ser encontrada nos seguintes países: Argentina, Brasil, Uruguai e possivelmente no Paraguai.
Os seus habitats naturais são: florestas subtropicais ou tropicais húmidas de baixa altitude, savanas húmidas, campos de gramíneas subtropicais ou tropicais secos de baixa altitude, campos de gramíneas de baixa altitude subtropicais ou tropicais sazonalmente húmidos ou inundados, marismas intermitentes de água doce, terras aráveis, pastagens, plantações, jardins rurais, áreas urbanas, florestas secundárias altamente degradadas, lagoas, terras irrigadas, áreas agrícolas temporariamente alagadas e canais e valas.